# Fiobbio

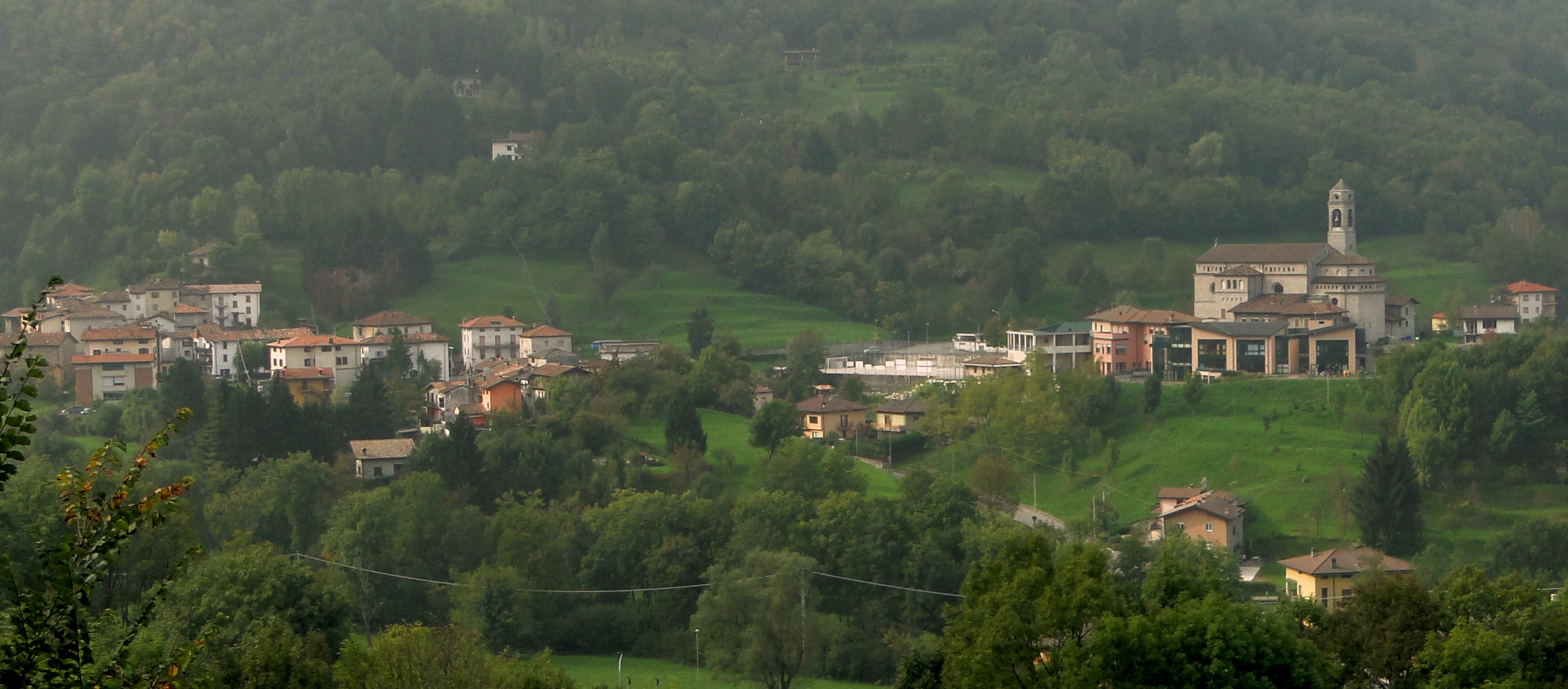
Vy över Fiobbio.

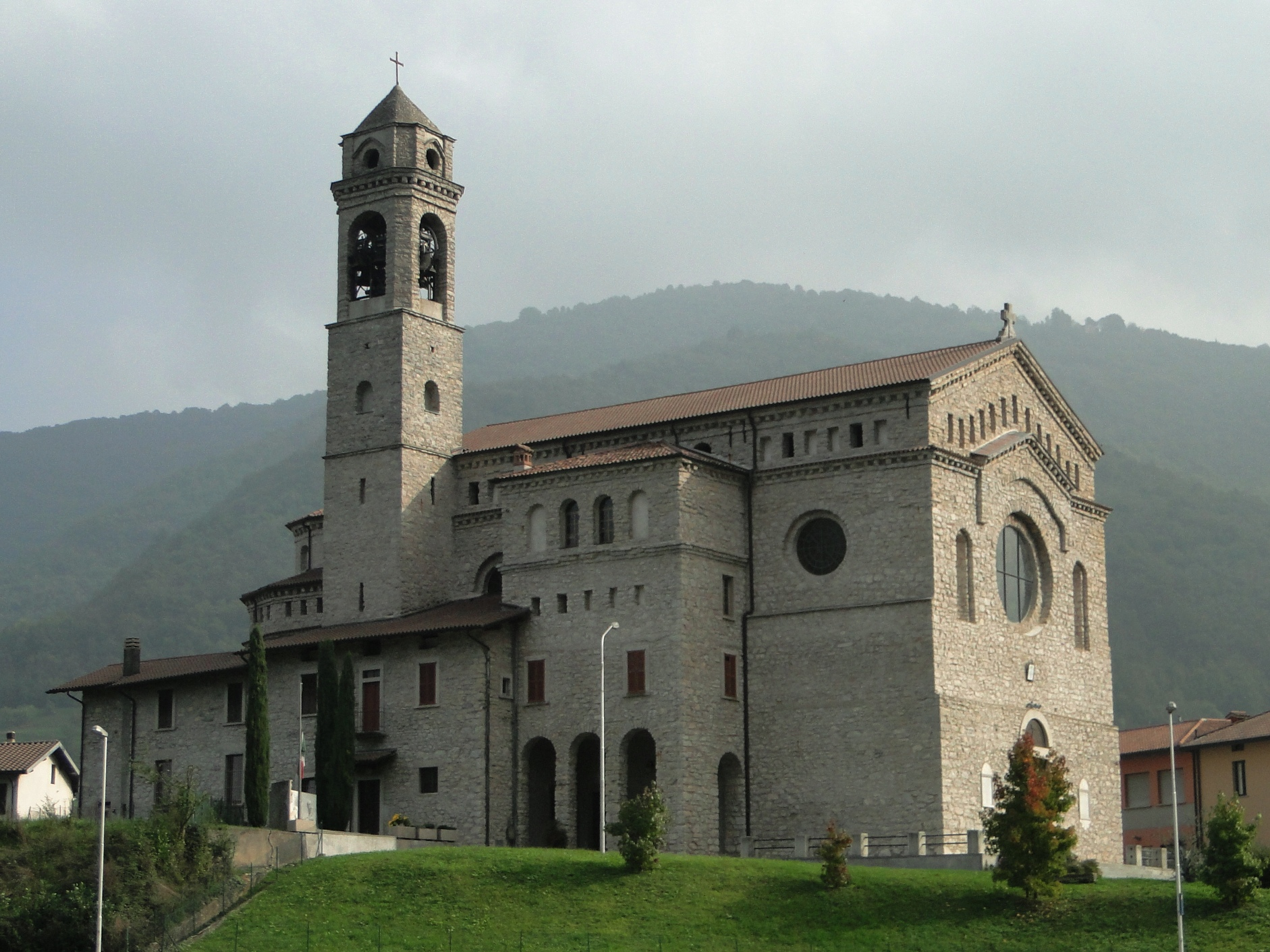
Församlingskyrkan Sant'Antonio di Padova.

Fiobbio är en by i provinsen Bergamo i norra Italien. Fiobbio utgör en frazione i kommunen Albino i Lombardiet. I juni 2014 hade Fiobbio 792 invånare. Den saligförklarade jungfrumartyren Pierina Morosini föddes i Fiobbio.